# 스펜서 백작

스펜서 백작의 문장

스펜서 백작은 1765년 11월 1일에 1761년에 만들어졌던 스펜서 자작령이 백작령으로 승격되어 만들어진 영국의 귀족 작위이다. 1905년 12월 9일부턴 올소프 자작의 지위를 겸하기 시작하였다.
제8대 스펜서 백작 존 스펜서의 딸이었던 레이디 다이애나 스펜서가 웨일스 공비가 되어서 유명해졌다.

## 역대 스펜서 자작

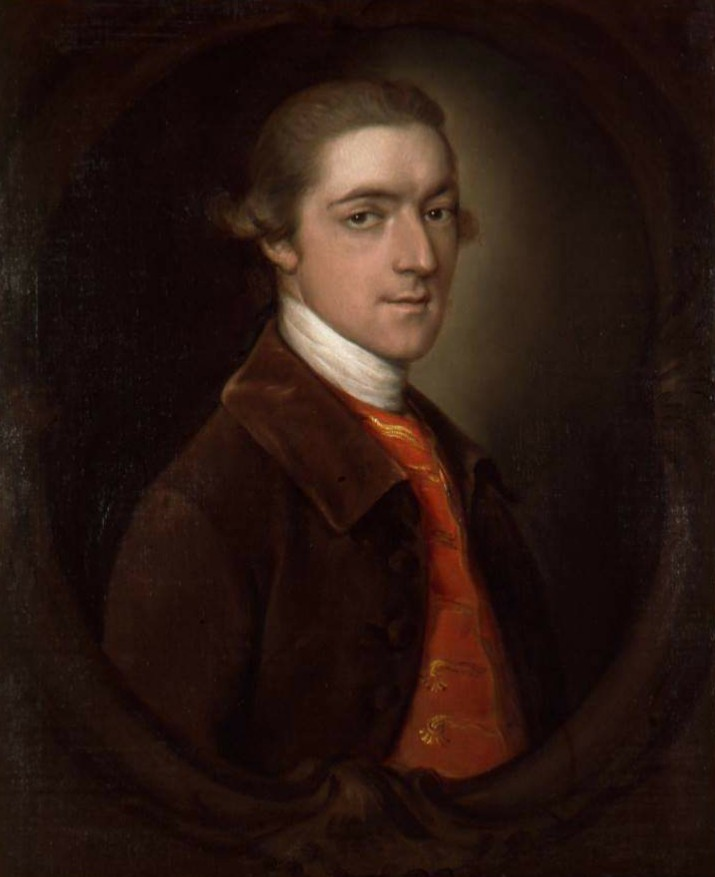
제1대 스펜서 백작 존 스펜서

- 제1대 스펜서 자작 존 스펜서 (1761~1765)

## 역대 스펜서 백작
- 제1대 스펜서 백작 존 스펜서 (1765~1783)
- 제2대 스펜서 백작 조지 스펜서 (1783~1834)
- 제3대 스펜서 백작 존 스펜서 (1834~1845)
- 제4대 스펜서 백작 프레더릭 스펜서 (1845~1857)
- 제5대 스펜서 백작 존 스펜서 (1857~1910)
- 제6대 스펜서 백작 찰스 스펜서 (1910~1922)
- 제7대 스펜서 백작 앨버트 스펜서 (1922~1975)
- 제8대 스펜서 백작 존 스펜서 (1975~1992)
- 제9대 스펜서 백작 찰스 스펜서 (1992~)

현재 상속예정자는 앨소프 자작 루이 스펜서이다.